# Vultee V-1
El Vultee V-1 fue un avión comercial de los años 30 del siglo XX, construido por la Airplane Development Corporation y diseñado por Gerard Vultee. Destacó por su participación en la guerra civil española, donde fue empleado como avión de transporte y a la vez como bombardero ligero por las fuerzas aéreas de la Segunda República Española.

## Diseño y desarrollo

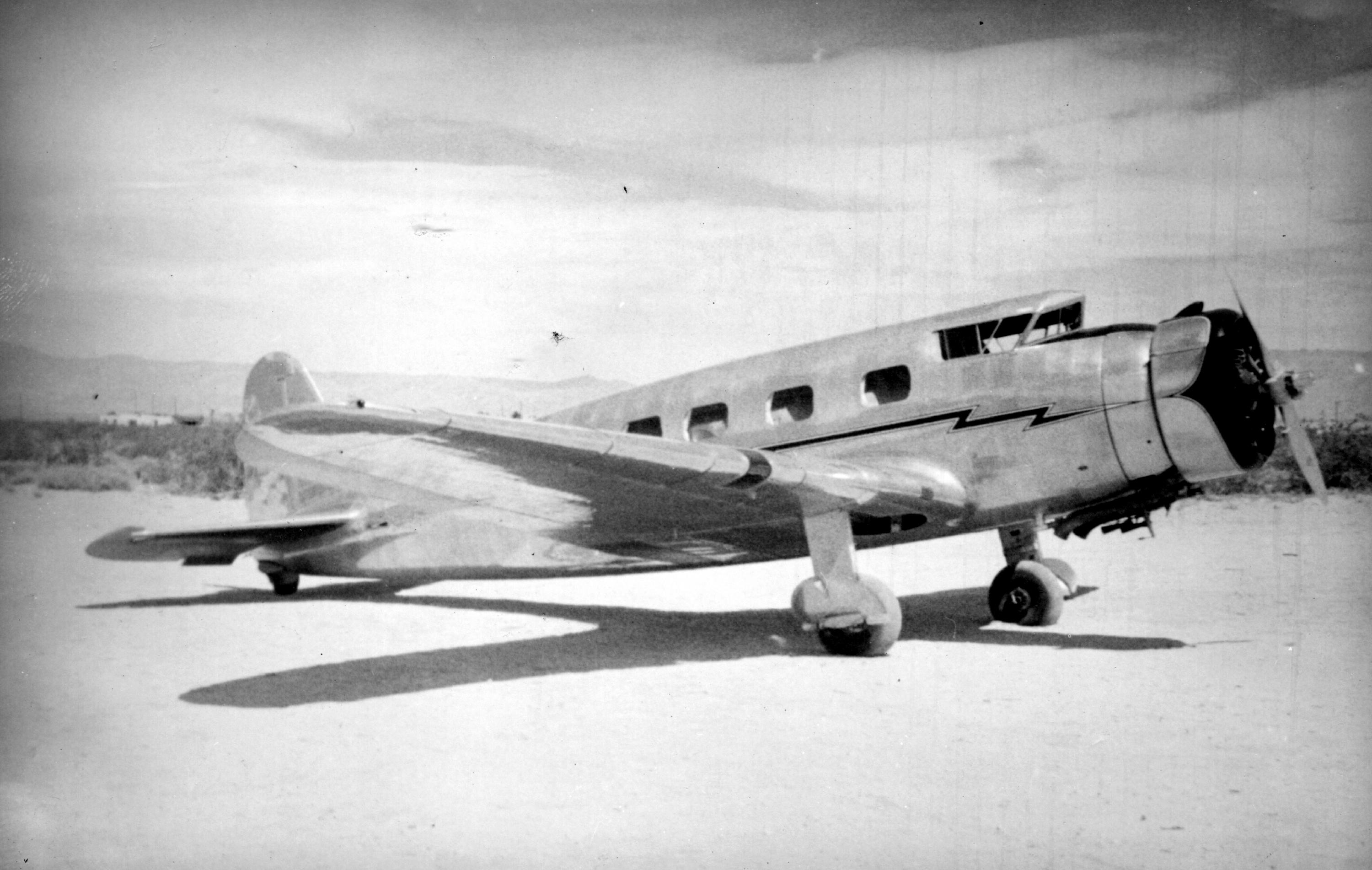
Vultee V-1A

El prototipo (designado V-1) era un monoplano de ala baja cantilever totalmente metálico, con tren de aterrizaje retráctil de rueda de cola. Tenía acomodación para un piloto y seis pasajeros, y voló por primera vez el 19 de febrero de 1933.
Los aviones de producción fueron designados V-1A y poseían un fuselaje ligeramente más largo y más grande para dos pilotos y ocho pasajeros. La producción finalizó en 1936, tras construirse 24 aviones más el prototipo.
Una versión de flotadores, vendida a la URSS junto con la licencia de fabricación, fue designada V-1AS; y una versión de transporte ejecutiva fue designada V-1AD (por Deluxe). No hubo producción en la URSS.

## Historia operacional

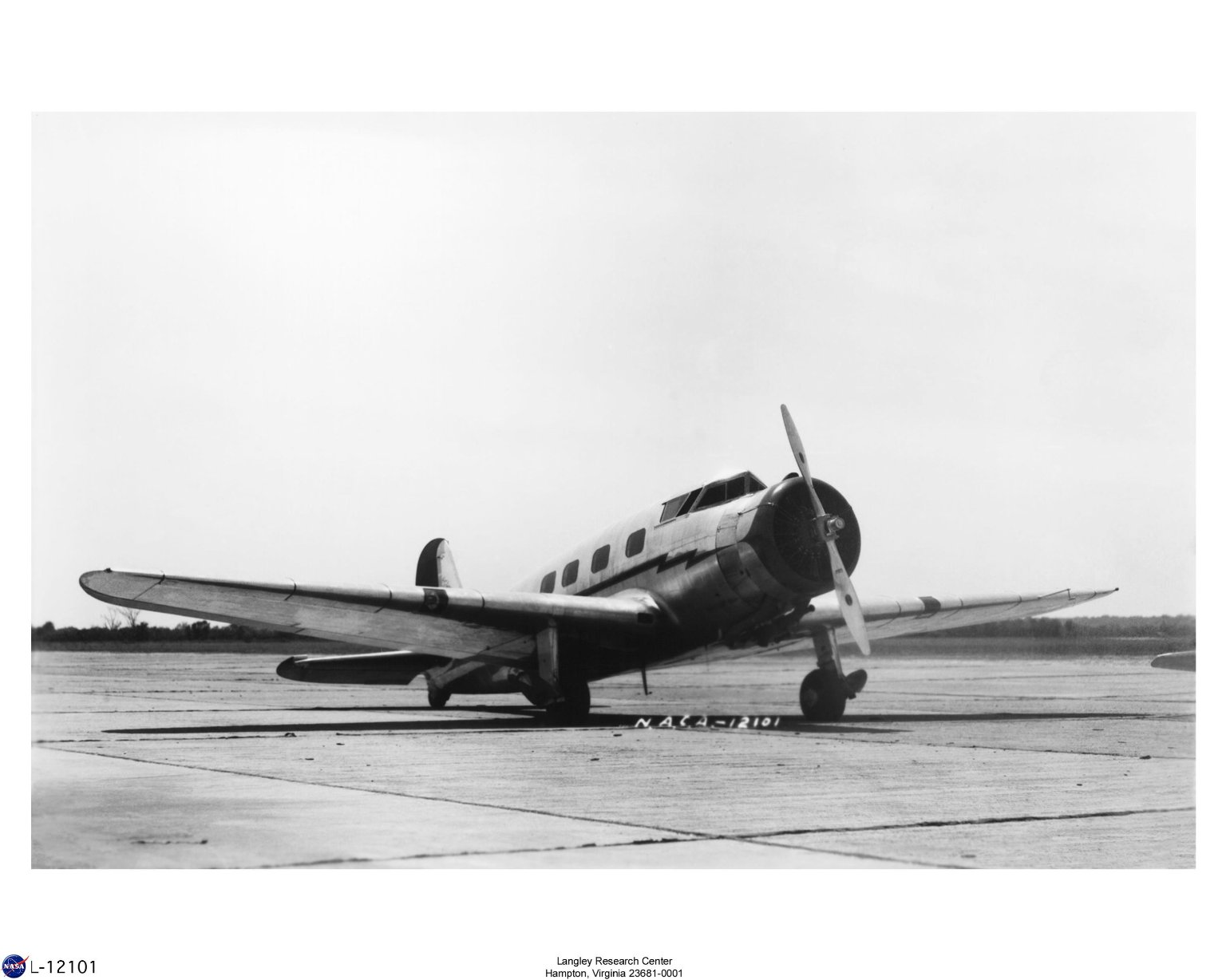
Vultee V-1A, hacia 1936.

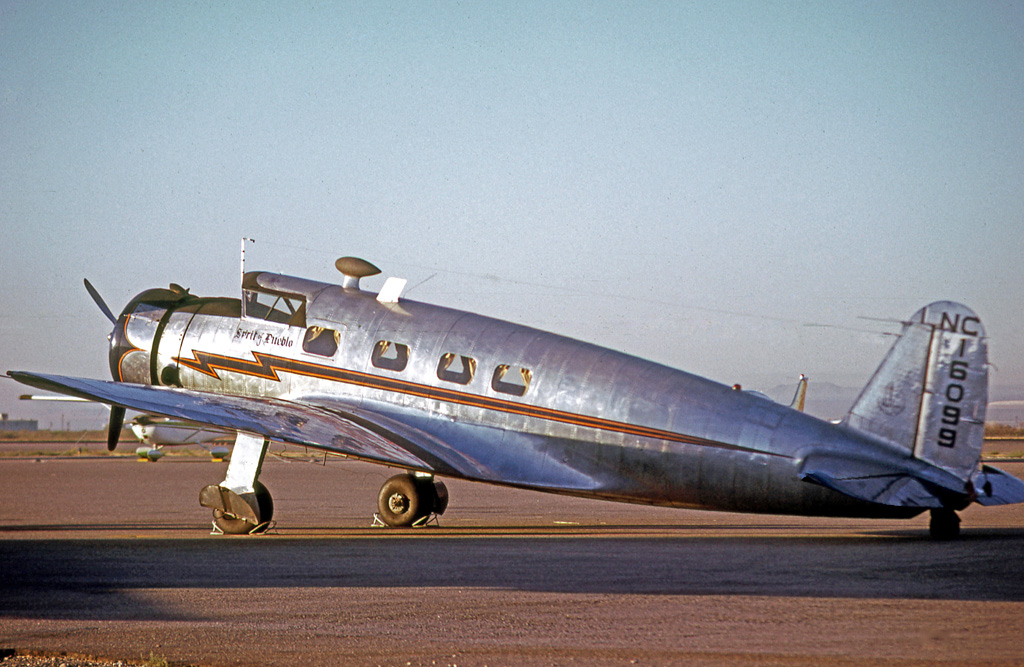
Vultee V-1AD especial en el Aeropuerto de Tucson, en 1973.

En Estados Unidos, la compañía American Airlines adquirió varios Vultee para sus líneas comerciales. Otro aparato también fue adquirido para su uso privado por el magnate de los medios de comunicación, William Randolph Hearst.
Al menos 15 aparatos acabaron siendo enviados a España y participaron en la guerra civil española, donde actuaron como bombarderos ligeros, aviones correo y aviones de reconocimiento. El Gobierno republicano compró todos los aviones, pero al menos varios Vultee acabaron cayendo en manos de las fuerzas sublevadas. Los aparatos republicanos rediseñados como bombarderos ligeros fueron destinados a la Escuadrilla de Bombardeo Nocturno y empleados con éxito en varias misiones. La compañía estatal Líneas Aéreas Postales Españolas (LAPE) también llegó a operar algunos aparatos durante la contienda.
Tras el final de la misma, los aparatos supervivientes fueron capturados por las fuerzas franquistas e integrados en el nuevo Ejército del Aire, donde siguieron prestando servicio hasta la década de 1950.

## Variantes
V-1
Prototipo con motor Wright SR-1820-F2 Cyclone de 485 kW (650 hp), uno construido, más tarde modificado al estándar V-1A antes de ser entregado a American Airlines.
V-1A
Variante de producción con dos tripulantes y un motor radial Wright R-1820-F2 Cyclone de 548 kW (735 hp), 18 construidos y uno convertido desde el prototipo.
V-1AD
Variante ejecutiva Deluxe con un motor radial Wright R-1820-G2 Cyclone de 634 kW (850 hp), seis construidos.
V-1AD Special
Como el V-1AD, pero equipado con un motor radial Wright R-1820-G2 Cyclone de 746 kW (1000 hp), uno construido.
V-1AS Special
Variante especial con motor radial R-1820-F52 de 578 kW (775 hp) o R-1820-G2 de 634 kW (850 hp), con dos flotadores, uno construido para el Gobierno soviético.

## Operadores
Canadá
- Canadian Colonial Airways[5]

 República de China
- China National Aviation Corporation[6]

 Estado español
- Aviación Nacional
- Ejército del Aire de España

 República Española
- Fuerzas Aéreas de la República Española
- Líneas Aéreas Postales Españolas (LAPE)

 Estados Unidos
- Alaska Star Airlines
- American Airlines[5]
- Bowen Airlines[5]
- Crusader Oil Corporation[7]
- Phillips Petroleum Company
- William Randolph Hearst[7]
- W.P. Fuller Paint Company

 Unión Soviética
- Aeroflot/Aviartika

## Especificaciones (V-1A)
Referencia datos: General Dynamic Aircraft and their Predecessors

### Características generales
- Tripulación: Dos (pilotos)
- Capacidad: 8 pasajeros
- Longitud: 11,3 m (37 ft)
- Envergadura: 15,2 m (50 ft)
- Altura: 3,1 m (10,2 ft)
- Superficie alar: 32,3 m² (347,7 ft²)
- Peso vacío: 2424 kg (5342,5 lb)
- Peso máximo al despegue: 3864 kg (8516,3 lb)
- Planta motriz: 1× motor radial de nueve cilindros refrigerado por aire Wright Cyclone R-1820-F2.
  - Potencia: 548 kW (756 HP; 745 CV)

### Rendimiento
- Velocidad máxima operativa (Vno): 378 km/h (235 MPH; 204 kt)
- Velocidad crucero (Vc): 346 km/h (215 MPH; 187 kt)
- Alcance: 1610 km (869 nmi; 1000 mi)
- Radio de acción: km
- Alcance en combate: km
- Alcance en ferry: km
- Techo de vuelo: 6100 m (20 013 ft)
- Régimen de ascenso: 5,1 m/s (1004 ft/min)

## Aeronaves relacionadas

### Desarrollos relacionados
- Vultee V-11

### Aeronaves similares
- Heinkel He 70
- Junkers Ju 60
- Breese-Dallas Model 1
- General Aviation GA-43
- Lockheed Model 9 Orion
- Northrop Delta
- Manshū Hayabusa
- Airspeed Envoy
- Járkov KhAI-1
- Polikarpov/Rafaelyants PR-12
- Tairov OKO-1

### Secuencias de designación
- Secuencia V-_ (interna de Vultee): ← V-1 - V-11 - V-12 - V-20
- Secuencia Numérica (Aeronaves del Ejército del Aire español, 1939-1945): ← 42 (III) - 42 (IV) - 43 (I) - 43 (II) - 43 (III) - 44 - 45 (I) →
- Secuencia L._ (Aeronaves Utilitarias del Ejército del Aire español, 1945-1954): ← L.10 - L.11 - L.12 - L.13 - L.14 - L.15 - L.16 →